# Ozarba nicotrai
Ozarba nicotrai är en fjärilsart som beskrevs av Emilio Berio 1950. Ozarba nicotrai ingår i släktet Ozarba och familjen nattflyn. Inga underarter finns listade i Catalogue of Life.